# Discovery-ekspeditionen
Discovery-ekspeditionen (engelsk: British National Antarctic Expedition, 1901-04, alment kendt som Discovery Expedition) var den første officielle britiske udforskning af Antarktis siden James Clark Ross' rejse tres år tidligere. Den omfattende ekspedition blev organiseret i fællesskab af Royal Society og Royal Geographical Society (RGS), og tog sigte på at gennemføre videnskabelige og geografiske undersøgelser i det, som overvejende var et uberørt kontinent. Ekspeditionen var også starten på den antarktiske karriere for mange, som senere skulle blive fremtrædende personer i "den heroiske tidsalder for antarktisudforskning", blandt andre Robert Falcon Scott, som ledede ekspeditionen, Ernest Shackleton, Edward Wilson, Frank Wild, Tom Crean og William Lashly.
De videnskabelige resultater dækkede omfattende områder indenfor biologi, zoologi, geologi, meteorologi og magnetisme. Der blev gjort vigtige geologiske og zoologiske fund, som opdagelserne af de snefrie McMurdo Dry Valleys og kolonierne af kejserpingviner ved Cape Crozier. Den geografiske udforskning førte blandt andet til opdagelsen af King Edward VII Land og polarplateauet via bjergruten i vest. Ekspeditionen gjorde ingen seriøse forsøg på at nå Sydpolen, men præsterede at sætte en ny sydlig rekord, da en gruppe på tre mand nåede 82°17' sydlig bredde.
Som inspiration for senere rejser var Discovery-ekspeditionen en milepæl i briternes udforskning af Antarktis. Efter, at den kom hjem, blev den fejret som en succes, til trods for at det havde været nødvendigt med en kostbar hjælpeaktion for at få "Discovery" og mandskabet løs fra isen, og senere tvister om kvaliteten på nogen af de videnskabelige resultater. Det er blevet hævdet, at ekspeditionens største fejl var dens manglende evne til at mestre teknikken for effektive polarrejser med ski og hunde – en arv som fulgte de britiske antarktisekspeditioner gennem hele den heroiske tidsalder.

## Baggrund for ekspeditionen

### Forløbere
Mellem 1839 og 1843 foretog Royal Naval-kaptajnen James Clark Ross tre rejser til det antarktiske kontinent, og på disse opdagede og udforskede han en ny sektor i Antarktis, som senere blev arbejdsfelt for mange britiske ekspeditioner. Ross fastslog områdets omtrentlige geografi og navngav mange geografiske objekter: Rosshavet, den store isbarriere (senere omdøbt til Rossbarrieren), Ross-øen, Kapp Adare, Victoria Land, McMurdo-sundet, Cape Crozier og tvillingvulkanerne Mount Erebus og Mount Terror. De sidstnævnte fik navn efter de to ekspeditionsskibe, HMS "Erebus" og HMS "Terror". Han vendte tilbage til Rossbarrieren flere gange i håb om komme igennem, men formåede det ikke. I februar 1842 satte han imidlertid en ny sydlig rekord i en lille vig ved 78°10'. Ross antog, at der lå landområder øst for barrieren, men han var ikke i stand til at fastslå dette, og Kaptajn Scotts instruktioner som leder for Discovery-ekspeditionen i 1901 var at "opdage landet som Ross antog flankerede barrieren mod øst".
Efter Ross var der ingen registrerede rejser i denne del af Antarktis i halvtreds år, indtil en norsk hvalfangstekspedition i januar 1895 tog en kort tur inden for Kapp Adare, nordspidsen af Victoria Land. Med på denne tur var Carsten Borchgrevink, og han udrustede fire år senere sin egen ekspedition, Southern Cross-ekspeditionen. Den blev finansieret ved hjælp af en donation på 35.000 pund som blev givet af den britiske mediemagnat Sir George Newnes på den betingelse, at ekspeditionen fik navnet "The British Antarctic Expedition" ("Den britiske Antarktis-ekspedition"). I februar 1899 gik Borchgrevink i land ved Kapp Adare, hvor ti mand tilbragte vinteren i en lille hytte, som de satte op der. Sommeren efter sejlede han syd over til den vig, som Ross havde fundet i barrieren. Herfra rejste en gruppe på tre med hundeslæde over isen, og efter 16 km satte de en ny sydlig rekord ved 78°50'.
Omkring århundredskiftet mellem det 19. og 20. århundrede var der en tiltagende international interesse for det antarktiske område. På omtrent samme tid som Discovery rejste en tysk ekspedition under Erich von Drygalski for at udforske den del af det antarktiske kontinent, som lå syd for Det Indiske Ocean. Den svenske opdagelsesrejsende Otto Nordenskjöld ledede en ekspedition til Graham Land, mens en fransk ekspedition under ledelse af Jean-Baptiste Charcot blev sendt til Antarktishalvøen. Endelig rejste en skotsk gruppe, ledet af forskeren William Speirs Bruce, på en videnskabelig ekspedition til Weddellhavet.

### Royal Navy, Markham og Scott
Polarforskning var blevet Royal Navys ansvarsområde i fredstiden, som fulgte efter Napoleonskrigene, med John Barrow, admiralitetets andensekretær som drivkraft. Efter Sir John Franklins tabte ekspedition i 1845, og de mange resultatløse eftersøgninger, som fulgte, aftog Marinens interesse for polare områder. Senere kom yderligere problemerne under George Nares' Nordpol-ekspedition i 1874-76, og Nares egen erklæring om, at Nordpolen var "umulig", så til sidst besluttede admiralitetet, at yderligere opgaver i polaregnene ville være farlige, dyre og forgæves.
Royal Geographical Societys sekretær Sir Clements Markham var en tidligere marineofficer som havde tjenestegjort på en af eftersøgningsekspeditionerne efter Franklin i 1851. Han havde også fulgt Nares på en del af ekspeditionen og blev talsmand for, at marinen skulle genoptage sin historiske rolle. En mulighed åbnede sig, da den prominente biolog Sir John Murray, som deltog under Challenger-ekspeditionen og dermed havde førstehånds erfaring fra antarktiske farvande, i november 1893 præsenterede en tekst med titlen The Renewal of Antarctic Exploration ("Genoptagelse af antarktiske ekspeditioner"). I teksten opfordrede han til at udruste en ekspedition i fuld skala med den hensigt at fremme britisk videnskab.
Murray fik stærk støtte både af Markham og af Royal Society, Englands førende videnskabelige organisation. RGS og Royal Society oprettede en fælles komité, som fik til opgave at afgøre hvilken form, ekspeditionen skulle have. En del af komitemedlemmerne modarbejdede Markhams vision om en stor marineoperation i stil med Ross og Franklin, men Markhams stod så hårdnakket fast på sit, at ekspeditionen i stor udstrækning blev formet efter hans ønsker. Hans fætter og biograf skrev senere, at ekspeditionen var "skabt i hans hjerne, resultatet af hans energiske udholdenhed".
Markham havde længe haft for vane at notere sig unge lovende søofficerer, som kunne have de kvaliteter, som der ville være behov for for at tage ansvar under eventuelle polarekspeditioner. Han havde først fået øje på kadetten Robert Falcon Scott i 1887, da han tjenestegjorde på HMS «Rover» i Saint Kitts, og havde lagt ham på mindet. Tretten år senere var Scott, som nu var torpedoløjtnant på HMS "Majestic", på udkik efter muligheder for karrieremæssigt avancement, og efter et møde med Markham i London søgte han posten som ekspeditionens leder. Scott havde længe været i Markhams tanker, og selv om han ikke altid havde været det første valg for denne opgave, var flere af de andre favoritkandidater nu etter Markhams opfattelse blevet for gamle, eller var optagne på andet hold. Med Markhams afgørende støtte i ryggen blev Scott den 25. maj 1900 udnævnt, og kort tid efter forfremmet til kommandørkaptajn.

### Videnskab eller eventyr
Fortsat stod tilbage det at få ekspeditionens kommandostruktur på plads. Markham havde hele tiden stået bestemt på, at den øverste leder burde være en marineofficer frem for en videnskabsmand. Efter, at han var blevet udnævnt til leder, skrev Scott til Markham og gentog at "han måtte have den fulde kommando over skibet og landgrupperne", og insisterede på, at han blev rådført ved alle fremtidige ansættelser. Med Markhams godkendelse havde komiteen imidlertid allerede udnævnt John Walter Gregory, geologiprofessor ved University of Melbourne og tidligere assisterende geolog ved British Museum, til ekspeditionens videnskabelig leder. Gregorys standpunkt, som også blev støttet af Royal Societys fraktion i den sammensatte komite, var, at landgrupperne burde organiseres og ledes af ham; "...Kaptajnen skulle instrueres om at give den bistand, som kræves til mudring, trawling osv., og at placere både, hvor de videnskabelige ansatte har behov for dem." I striden, som fulgte, hævdede Markham, at Scotts kommando over hele ekspeditionen måtte være total og entydig, og Scott selv pressede hele tiden på for dette under trussel om at trække sig. Markhams og Scotts synspunkt vandt frem, og Gregory trådte tilbage med bemærkningen om, at det videnskabelige arbejde ikke burde "underlægges et orlogseventyr".
Denne kontrovers forsurede forholdet mellem de to foreninger og fortsatte efter ekspeditionens afslutning, noget man kan aflæse af kritikken, som blev rettet mod en del af de publicerede resultaters omfang og kvalitet. Markham hævdede, at årsagen til, at han stod så hårdt på en marinekommando først og fremst var et spørgsmål om tradition og stil, og ikke et udtryk for manglende respekt for videnskaberne. Han gjorde det også klart, at han anså, at målet om at nå så langt syd på som muligt i sig selv ikke fortjente støtte.

## Personel
Markham havde håbet på en fuldværdig marineekspedition, men admiralitetet varslet om, at marinen var i en presset situation og ikke havde officerer at afse. Admiralitetet gik imidlertid med til at frigøre Scott og Charles Royds, og senere også Michael Barne og Reginald Skelton således, at de kunne komme med på ekspeditionen. De øvrige officerer var fra handelsflåden. Blandt disse var anden næstkommanderende Albert Armitage, som havde erfaring med Jackson-Harmsworth-ekspeditionen, og Ernest Shackleton, som blev udpeget til officer med ansvar for last, lager og forsyninger samt for at arrangere underholdningsarrangementerne. Admiralitetet frigav også omkring tyve kvartermestre og sømænd, mens resten af mandskabet kom fra handelsflåden eller fra anden civil tjeneste (den komplette mandskabsliste er angivet i Savours, s. 19).
Blandt mandskabet på nedre dæk fandtes der flere, som senere blev veteraner i Antarktis. Blandt disse var Frank Wild, William Lashly, Tom Crean (som sluttede sig til ekspeditionen efter, at en sømand deserterede i New Zealand), Edgar Evans og Ernest Joyce. Selv om ekspeditionen ikke var et formelt marineprojekt, foreslog Scott at gennemføre ekspeditionen efter marinens retningslinjer, og mandskabet indgik frivilligt en aftale om at arbejde under marinens disciplinregler.
Forskergruppen havde begrænset erfaring. Dr. George Murray, Gregorys efterfølger som chefforsker, skulle ikke følge med længere end til Australien (faktisk forlod han skibet i Cape Town). Han benyttet rejsen til at oplære forskerne, men havde ingen rolle i ekspeditionens detaljerede arbejde. Den eneste videnskabsmand med tidligere erfaringer fra Antarktis var Louis Bernacchi, som havde været med Borchgrevink som meteorolog og observatør af jordmagnetisme. Geologen Hartley Ferrar, 22 år gammel og nylig udgået fra Cambridge, var en Markham mente "kunne gøres til en mand". Marinbiologen Thomas Hodgson, fra Plymouth Museum, var en mere moden person. Den mest erfarne af to læger, Reginald Koettlitz, var med sine 39 år det ældste medlem af ekspeditionen. I lighed med Armitage havde han været med på Jackson-Harmsworth-ekspeditionen. Juniorlæge og zoolog var Edward Wilson, som knyttede et nært forhold til Scott. Han havde den ro, tålmodighed og evnen til lægge følelserne til side, som kaptajnen skal have manglet.

## Organisation og målsætning

### Finansiering
Den totale omkostning ved ekspeditionen blev beregnet til 90.000 pund (2009-værdi ca. 7,25 mio.), hvoraf 45.000 blev givet af den britiske regering under forudsætning af, at de to foreninger kunne skaffe et tilsvarende beløb. De opnåede dette, i høj grad takket være en donation på 25.000 pund fra det velstående RGS-medlem Sir Llewellyn Longstaff. RGS bidrog selv med 8.000 pund, foreningens største enkeltstående donation til nogen ekspedition til dato. Yderligere 5.000 pund kom fra Alfred Harmsworth, som tidligere havde finansieret Jackson-Harmsworth-ekspeditionen til Arktis i 1894-97, mens resten kom fra mindre donationer. Ekspeditionen drog også nytte af betydelig kommerciel sponsorering: Colman's bidrog med sennep og mel, Cadbury's gav 3.500 pund (ca. 1590 kg) chokolade, Jaeger gav 40 % rabat på specialklæder, og Bird's, Bovril og andre kom også med betydelige bidrag.

### Skib
Ekspeditionens skib blev bygget af Dundee Shipbuilders Company, og var et specialbygget fartøj beregnet på forskning i antarktiske farvande. Skibet var en af de sidste tre-mastede sejlskibe, som blev bygget i træ i Storbritannien. Omkostningerne ved bygningen af skibet var 34.050 pund (2009-værdi ca. 2,7 mio.), plus 10.322 pund for motorer, og den samlede omkostning var på 51.000 pund. Navnet havde historiske associationer til marinen, blandt andet til et af skibene som blev brugt i Nares-ekspeditionen. Visse egenskaber, som dette ældre fartøj havde, blev også taget med i konstruktionen af det nye skib. Hun blev søsat af Lady Markham den 21. marts 1901 som SS "Discovery" (betegnelsen Royal Research Ship blev taget i brug i 1920'erne).
Eftersom hun ikke var et britisk marinefartøj, ville admiralitetet ikke tillade "Discovery" at bruge White Ensign. Hun sejlede til sidst under Merchant Shipping Act og brugte Blue Ensign og flaget for RGS samt flaget for Royal Harwich Yacht Club.

### Målsætninger
Discovery-ekspeditionen skulle i lighed med ekspeditionerne under Ross og Borchgrevink arbejde i området omkring Rosshavet. Andre områder på kontinentet var blevet overvejet, men princippet, som blev fulgt, var, at "for at gå mod det ukendte, skulle de starte med det kendte". De to hovedmål med ekspeditionen blev opsummeret i komiteens "instruktioner til kommandøren" som: "at så langt som muligt bestemme karakter, beskaffenhed og udstrækning af den del af sydpolarlandet som omfattes af ekspeditionen", og "at foretage magnetiske undersøgelser i de sydlige regioner syd for den fyrretyvende breddegrad, og at udføre meteorologiske, oceanografiske, geologiske, biologiske og fysiske undersøgelser og forskningsopgaver". Instruktionen fastslog, at "intet af disse mål skulle ofres til fordel for nogen af de andre".
Instruktionerne om de geografiske mål var mere specifikke: "Hovedpunkterne af geografisk interesse er [...] at udforske isbarrieren fra Sir James Ross til det østlige yderpunkt; at opdage landet som Ross antog flankerer barrieren på østsiden, eller for at konstatere at det ikke eksisterer [...] Hvis du skulle bestemme dig for at overvintre i isen... skal den geografiske udforskningsindsats koncentreres om [...] et fremstød mod de vestlige bjerge, et fremstød mod syd, og udforskning af den vulkanske region".

## Ekspedition

### Første år

#### Udrejse
"Discovery" forlod britiske farvande den 6. august 1901 og ankom til New Zealand via Cape Town den 29. november efter at have foretaget en afstikker syd for 40°S for at udføre magnetiske undersøgelser. Efter tre uger med de sidste forberedelser var skibet klart for rejsen syd over. Da skibet lagde ud fra Lyttelton Harbour den 21. december, til jubel fra store folkemængder, faldt den unge matros Charles Bonner ned fra toppen af hovedmasten og omkom. Han var klatret op for at kunne gengælde publikums applaus. Han blev begravet i Port Chalmers to dage senere.
"Discovery" sejlede der efter syd over og kom til Cape Adare den 9. januar 1902. Efter en kort ilandstigning og undersøgelse af resterne efter Borchgrevinks lejr, fortsatte skibet langs kysten af Victoria Land. Ved McMurdo-sundet svingede "Discovery" øst over mod land ved Cape Crozier. Her blev et forhåndsaftalt meldepunkt sat op således, at eventuelle undsætningsskibe kunne finde ekspeditionen. Der efter fulgte de barrieren til dens østlige yderpunkt. Den 30. januar fik de bekræftet, at der virkelig var et landområde øst for barrieren således, som Ross antog. Området fik navnet King Edward VII Land.
Den 4. februar gik Scott i land på barrieren og medtog en observationsballon, som han havde anskaffet til luftundersøgelser. Ombord i denne steg han hurtigt op til en højde på 600 fod (180 m). Shackleton var med under en anden opstigning, men det eneste, de kunne se, var den uendelige overflade på barrieren. Wilson noterede i sin private dagbog, at han syntes, at flyvningerne var den "fuldstændige galskab", og eksperimentet blev ikke gentaget.

#### Winter Quarters Bay
"Discovery" fortsatte der efter vest over, mens de ledte efter et permanent overvintringssted, og den 8. februar ankom skibet til McMurdo-sundet. Samme dag ankrede hun op næsten så langt syd på, som det var muligt at komme i sundet på et sted, som senere døbt Winter Quarters Bay. Wilson skrev: "Vi forstod alle, hvor ekstremt heldige, vi var, som fandt dette overvintringssted, trygt for skibet, med perfekt beskyttelse mod trykket fra isen." Fyrbøderen Lashly syntes imidlertid, at det så ud som "et trøstesløst sted." Arbejderne på land begyndte med opførelsen af ekspeditionens hytte på en stenet halvø, som fik navnet Hut Point. Scott besluttede, at ekspeditionsmedlemmerne skulle fortsætte at bo og arbejde ombord. Han lod "Discovery" fryse fast i havisen, og brugte hovedhytten som lagerrum og ly.
Der fandtes ingen dygtige skiløbere i gruppen, og kun Bernacchi og Armitage havde nogen erfaring med hundeslædekørsel. Mændenes første forsøg på at mestre disse teknikker var lidet opløftende og bekræftede Scotts fordomme mod dem – han foretrak menneskelig trækkraft. Farerne, som de uerfarne mænd blev stillet over for under de uforudsigelige og ukendte forholde, blev godtgjort, da en gruppe, som returnerede fra en afbrudt prøvetur til Cape Crozier, kom ud for en snestorm den 11. marts og strandede på en iset skråning. Under et forsøg på at finde et tryggere sted gled matros George Vince over kanten af en skrænt og forsvandt. Vince blev aldrig fundet igen, og et kors med en enkel indskrift, som blev rejst til hans minde, står fortsat på toppen af landtungen ved Hut Point.
I vintermånederne maj-august arbejdede forskerne i sine laboratorier, mens andre klargjorde udstyr for næste sæsons opgaver. Som afslapning spillede de amatørteater og havde lærerige aktiviteter i form af forelæsninger. Shackleton redigerede avisen South Polar Times. Udendørsaktiviteterne ophørte heller ikke helt. Der blev spillet fodbold på isen, og de planlagte magnetiske og meteorologiske observationer blev udført. Da vinteren lakkede mod enden, foretog man slædeture for at teste udstyr og proviant forud for den planlagte rejse mod syd, som Scott, Wilson og Shackleton skulle gennemføre. Samtidig rejste en gruppe, under ledelse af Royds, til Cape Crozier for at lægge en besked ved stationen der. På denne rejse opdagede de en koloni med kejserpingviner. En anden gruppe under ledelse af Armitage udforskede bjergene i vest og returnerede i oktober med ekspeditionens første symptomer på skørbug. Armitage lagde senere skylden for udbruddet på Scotts "sentimentale modvilje" mod at slagte dyr for kødets skyld. Hele ekspeditionens kostplan blev hurtigt lagt om ved, at dåsekød blev erstattet med fersk kød, og dermed kom problemerne under kontrol.

#### Rejse mod syd
Den 2. november 1902 begav Scott, Wilson og Shackleton sig af sted med hunde og støttegrupper. Deres mål var "at nå så langt mod syd i en lige linje på isbarrieren som vi kan, nå polen om muligt, eller finde nyt land". Den første betydningsfulde milepæl blev nået den 11. november, da en hjælpegruppe passerede Borchgrevinks sydlige rekord på 78°50'. Manglen på erfaring med hunde blev imidlertid snart synlig, og fremdriften gik langsomt. Efter, at støttegrupperne var returnerede den 15. november, begyndte Scotts gruppe at opdele lasten og transportere halvdelen, før de vendte tilbage og hentede den anden halvdel. Dette medførte, at de måtte gå tre kilometer for hver kilometer de havde i fremdrift syd over. Det var blevet gjort fejl med hundefoderet, og kombinationen af inkompetent behandling og fejlernæring svækkede hundene således, at Wilson blev tvunget til at slagte de svageste hunde for at bruge deres kød som foder til de andre.
Mændene led også. De led under sneblindhed, frostskader og symptomer på tidlig skørbug, men de fortsatte syd over parallelt med bjergene i vest. Juledag blev fejret med dobbelte rationer og en Christmas pudding, som Shackleton havde sparet til anledningen, gemt blandt sine sokker. Den 30. december 1902 nåede de deres sydligste punkt ved 82°17'S, uden at have forladt barrieren. Moderne beregninger af positionen, baseret på fotografier, antydede, at de nåede 82°11'. Problemerne blev flere på hjemrejsen, da de resterende hunde døde, og Shackleton kollapsede med skørbug. Wilson erkendte i en dagbogsnedtegnelse den 14. januar at "vi har alle små symptomer på skørbug". Scott og Wilson sled sig videre med Shackleton, som var ude af stand til at trække, gående ved siden af og tidvis liggende på slæden. Gruppen nåede til sidst skibet den 3. februar 1903 efter at have rejst 960 miles (1.545 km), medregnet etaperne for at hente last. De brugte 93 dage på rejsen, og tilbagelagde dermed i gennemsnit 10 miles (16 km) hver dag.

### Undsætningsskibets ankomst
Forsyningsskibet "Morning" ankom, mens den sydlige gruppe var undervejs. Ekspeditionens organisatorer regnede med, at "Discovery" slap ud af isen i begyndelsen af 1903 således, at det ville være muligt for Scott at gennemføre yderligere ekspeditioner og målearbejder til søs, før vinteren satte ind. Planen var, at "Discovery" skulle returnere til New Zealand i marts eller april, for så at rejse hjem til England via Stillehavet, og fortsætte de magnetiske målinger undervejs. "Morning" skulle stå for eventuel assistance, som Scott måtte trænge til under denne periode.
Denne plan holdt ikke, eftersom "Discovery" forblev indefrosset. Markham havde forventet dette, og kaptajnen på "Morning", William Colbeck, medbragte et hemmelig brev til Scott, hvor der blev givet tilladelse til at forblive endnu et år i isen. Når dette nu var uundgåeligt, gjorde undsætningsskibets tilstedeværelse det muligt for nogen af ekspeditionsmedlemmerne at kunne rejse hjem. Blandt disse var rekonvalescenten Shackleton, som blev sendt hjem mod sin vilje. Scott havde bestemt, at han "ikke burde risikere yderligere vanskeligheder i hans nuværende sundhedstilstand". Historierne om en konflikt mellem Scott og Shackleton stammer fra denne periode eller fra en formodet uenighed mellem dem under fremstødet mod syd, da de to skulle have haft en hidsig ordveksling. Nogen af disse oplysninger kom fra Armitage. Forholdet mellem ham og Scott var brudt sammen, og efter, at Scott, Wilson og Shackleton var døde, valgte han at afsløre detaljer, som satte Scott i et dårligt lys. Andre vidner fortalte, at Scott og Schakleton stort set havde et godt forhold i en periode; Shackleton mødte ekspeditionen, da den vendte hjem i 1904, og skrev senere et meget hjerteligt brev til Scott.

### Andet år
Efter, at vinteren 1903 var ovre, forberedte Scott ekspeditionens anden store rejse: bestigning af bjergene i vest og udforskning af det indre af Victoria Land. Armitages rekognoceringsgruppe fra de foregående år havde oplagt en rute til en højde på 8.900 fod (2.713 m), før de skulle vende om, men Scott ønskede at gå vest over fra dette punkt og om muligt til den magnetiske Sydpol. Efter en dårlig start på grund af defekte slæder drog en gruppe, som omfattede Scott, Lashly og Edgar Evans, ud fra "Discovery" den 26. oktober 1903.
Da de besteg en stor isbræ, som de gav navn efter gruppens geolog Ferrar, nåede de en højde på 7.000 fod (2.134 m) før de blev tvunget til at blive i lejren i én uge på grund af en snestorm. Dette medførte, at de ikke nåede toppen af isbræen før den 13. november. De gik der efter videre, forbi Armitages sydligste position, og opdagede polarplateauet, som de blev den første gruppe til at vandre på. Efter, at geologi- og støttegrupperne var vendt om, fortsatte Scott, Evans og Lashly vest over over den ensformige slette i yderligere otte dage. De tilbagelagde en afstand på ca. 150 miles (241 km) og nåede deres vestligste punkt den 30. november.
Efter at have mistet navigationstabellerne i en storm under opstigningen til isbræen, vidste de ikke nøjagtigt, hvor de var, og de havde ingen landemærker, som kunne hjælpe dem med at bestemme positionen. Turen tilbage til Ferrarbræen blev foretaget under forhold, som begrænsede hastigheden til noget mere end 1,6 km per time. De var afhængige af, at Scott navigerede efter tommelfingerregler, samtidig som de var i færd med at gå tomme for proviant. Under nedstigningen fra bræen faldt Scott og Evans ned i en gletsjerspalte, et fald som let kunne have fået et fatalt udfald. Senere opdagede de et snefrit område, eller tør dal, et sjældent fænomen i Antarktis. Lashly beskrev den tørre dal som "et glimrende sted for dyrkning av småkartofler". Gruppen nåede "Discovery" den 24. december efter en rundtur, hvor de havde tilbagelagt 700 miles (1.127 km) på 59 dage. Dagsgennemsnittet på 14 miles (23 km) på denne tur, med menneskelig trækkraft, var betydelig bedre end det, som blev opnået med hunde på rejsen mod syd den foregående sæson. Dette bestyrkede Scotts fordomme mod hunde yderligere. Polarhistorikeren David Crane kaldte denne rejse mod vest for "en af de store rejser i polarhistorien".
Flere andre ture blev fuldført under Scotts fravær. Royds og Bernacchi gik i 31 dage på barrieren i en sydøstlig retning, og observerede dens jævne flade karakter, mens de foretog yderligere magnetiske målinger. En anden gruppe havde udforsket Koettlitzbræen i sydvest, og Wilson havde været ved Cape Crozier for at observere kejserpingviner på nært hold.

### Anden undsætningsekspedition
Scott havde håbet, at "Discovery" var frigjort fra isen inden, at han kom tilbage, men hun sad fortsat fast. Arbejdet med frigørelsen var begyndt med issave, men efter tolv døgns arbejde var der kun to parallelle skår på 450 fod (137 m), og skibet lå endnu 20 miles (32 km) fra åbent vand. Den 5. januar 1904 kom undsætningsskibet "Morning" tilbage, denne gang sammen med "Terra Nova". Colbeck havde klare instrukser fra admiralitetet om, at dersom "Discovery" ikke kunne frigøres fra isen inden en bestemt dato, skulle skibet forlades og udstyret bringes hjem på de to undsætningsskibe. Dette ultimatum var et resultat af, at Markham var afhængig af, at statskassen dækkede omkostningerne for denne anden undsætningsekspedition, da ekspeditionskassen var tom. Admiralitetet ville kun dække omkostningerne på sine egne præmisser.
Fristen, som blev aftalt mellem de tre kaptajner, var 25. februar, og det blev et kapløb med tiden for undsætningsskibene at nå "Discovery", som fortsat sad fast i isen ved Hut Point. Som en forsikring begyndte Scott overførslen af sine videnskabelige prøver til andre skibe. Eksplosiver blev brugt for at opbryde isen, og savningen af isen blev genoptaget. Selv om undsætningsskibene mod slutningen af januar var i stand til at nærme sig skibet, var "Discovery" fortsat fast i isen to miles (ca. 3 km) fra redningsmandskaberne. Den 10. februar anså Scott, at han måtte forlade skibet, men den 14. februar brød pludselig størstedelen af isen op, og "Discovery" var endelig i stand til at sejle sammen med "Morning" og "Terra Nova". En sidste sprængladning fjernede den tilbageværende is den 16. februar. Dagen efter, efter at endnu et problem opstod, da hun satte sig fast på en grund, kunne "Discovery" sætte kursen tilbage til New Zealand.

## Hjemkomst
På tilbagerejsen til Storbritannien blev modtagelsen til at begynde med holdt hemmelig. Markham var til stede for at møde skibet i Portsmouth da "Discovery" lagde til 10. september 1904, men ingen myndighedspersoner hilste gruppen, da den ankom til London et par dage senere. Alligevel var der betydelig offentlig entusiasme for ekspeditionen, og officielle anerkendelser fulgte. Scott blev hurtigt forfremmet til kommandør. Han blev inviteret til Balmoral Castle for at møde Kong Edward VII, som optog ham som kommandør (CVO) i Royal Victorian Order. Han fik også en række medaljer og udmærkelser fra udlandet; blandt andet i Æreslegionen i Frankrig. Polarmedaljen og forfremmelser blev givet til andre officerer og mandskab.
De vigtigste geografiske resultater, som blev opnået på ekspeditionen, var opdagelsen af King Edward VII Land, bestigelsen af bjergene i vest og opdagelsen af polarplateauet, den første slædetur på plateauet og barriereturen til ny sydlig rekord på 82°17'S. Ross-øens natur blev fastslået, den Transantarktiske bjergkæde blev kortlagt til 83°S, og positioner og højder på mere end 200 individuelle bjerge blev beregnet. Mange andre objekter blev identificeret og navngivet, og der var omfattende undersøgelser af kysten.
Der blev også gjort fund af stor videnskabelig betydning. Disse omfattede snefrie tørre dale i bjergene i vest, kolonien med kejserpingviner ved Cape Crozier og videnskabelige beviser på, at isbarrieren var en flydende isshelf. Et fossilt blad opdaget af Ferrar, hjalp med til påvise Antarktikas forhold til superkontinentet Gondwana. Tusindvis af geologiske og biologiske prøver blev indsamlet og nye marine arter blev identificeret. Placeringen af den magnetiske Sydpol var også blevet kalkuleret med en rimelig nøjagtighed.
Et generelt bifald fra marinens hydrograf-chef (og tidligere modstander af Scott) Sir William Wharton over de videnskabelige resultater var opmuntrende. Nøjagtigheden af de meteorologiske data var imidlertid omstridt i videnskabelige kredse og blev kritiseret af blandt andre præsidenten i Physical Society of London, Dr Charles Chree. Scott forsvarede ekspeditionens arbejde, men privat indrømmede han, at Royds' papirarbejde havde været "frygteligt sjusket".
Det, at de ikke undgik skørbug, var et resultat af medicinsk uvidenhed om årsagerne til sygdommen snarere end ekspeditionens skyld. På den tid var det kendt, at et kosthold bestående af fersk kød kunne give en kur, men ikke at mangel på det var en årsag. Derfor blev fersk sælkød taget med på rejsen syd over "i tilfælde af at vi finder os selv angrebet af skørbug". Under Nimrod-ekspeditionen i 1907-09 havde Shackleton undgået sygdommen gennem et forsigtigt kosttilskud bestående af blandt andet ekstra pingvin- og sælkød. Alligevel var løjtnant Edward Evans næsten død i løbet af Terra Nova-ekspeditionen i 1910-13, og skørbug var især ødelæggende for Rosshavsgruppen i 1915-16. Det forblev en fare frem til, at årsagerne blev fastslået omkring 25 år efter Discovery-ekspeditionen.

## Efterspil
Scott fik permission fra marinen for at skrive den officielle ekspeditionsberetning, The Voyage of the Discovery, som blev publiseret i 1905 og solgte godt. Scotts udredning i bogen om Shackletons sammenbrud på vei nord over mod "Discovery" førte imidlertid til uenighed mellem de to. Uenigheden stod specielt om Scotts version af i hvilken udstrækning, hans følgesvend var blevet fragtet på slæden. Implikationen var, at Shackletons sammenbrud havde forårsaget den relativt lidet imponerende sydlige rekord.
Scott genoptog efterfølgende sin karriere i marinen; først som assistent for chefen for marinens efterretning, og der efter som flagkaptajn for kontreadmiral George Egerton på HMS "Victorious". Til trods for hans aversion mod rampelyset var han på denne tid blevet en nationalhelt, og ekspedisjtionen blev præsenteret for offentligheten som en triumf. Denne eufori var ikke genstand for objektiv analyse eller gennemtænkte vurderinger af ekspeditionens styrke og svagheder. Specielt Scotts forherligelse af menneskelig trækkraft som noget mere nobelt end andre teknikker for isrejser førte til en generel mistillid mod metoder, som udnyttede ski og hunde. Denne tankegang blev viderebragt til senere britiske ekspeditioner. Dette forundrede erfarne isfarere som Fridtjof Nansen, som almindeligvis blev spurgt til råds om sådanne anliggender, men ofte blev affejet.
Discovery-ekspeditionen blev starten på den antarktiske karriere for flere personer, som blev betroede deltagere og ledere for ekspeditioner i de følgende femten år. Bortset fra Scott og Shackleton vendte Frank Wild og Ernest Joyce fra nedre dæk gentagne gange tilbage til isen, tilsyneladende ude af stand til at vende tilbage til et normalt liv. William Lashly og Edgar Evans, Scotts følgesvende på reijsen vest over i 1903, allierede sig med lederens fremtidige planer og blev hans faste slædepartnere. Tom Crean fulgte både Scott og Shackleton på senere ekspeditioner. Løjtnant "Teddy" Evans, førsteofficer på undsætningsskibet "Morning", begyndte at lægge planer for en egen ekspedition før han kom med på holdet under Scott i 1910.
Kort tid efter, at han genoptog sine opgaver i marinen afslørede Scott sin intention om at vende tilbage til Antarktis oven for Royal Geographical Society, men informationen blev ikke offentliggjort på dette tidspunkt. Shackleton kom Scott i forkøbet, da han i 1907 annoncerede sine planer om at lede en ekspedition med de to målsætninger om at nå både den geografiske og den magnetiske Sydpol. Under pres gik Shackleton med til ikke at arbejde fra McMurdo-sundet, eftersom Scott hævdede, at det var hans arbeidsområde. Shackleton var imidlertid tvunget til at bryde dette løfte, eftersom han ikke var i stand til at finde et andet trygt landingssted. Hans ekspedition var yderst vellykket. Fremstødet mod syd endte ved 88°23', mindre end 100 geografiske miles fra Sydpolen, og gruppen i nord nåede punktet for den magnetiske Sydpol. Shackletons aftalebrud førte imidlertid til en betydelig forværring i forholdet til Scott, som afviste sin tidligere ledsager som en løgner og en kæltring.
Scotts planer blev efterhånden en realitet - en omfattende videnskabelig og geografisk ekspedition med erobringen af Sydpolen som sit hovedmål. Scott var ivrig efter at undgå amatørstempelet som havde været knyttet til Discovery-ekspeditionens videnskabelige arbejde. Han udnævnte Edward Wilson som sin vigtigste videnskabsmand, og Wilson udvalgte et erfarent mandskab. Ekspeditionen rejste afsted i juni 1910 i "Terra Nova", et af Discovery-ekspeditionens undsætningsskibe. Ankomsten til Antarktis samtidig som Amundsens norske ekspedition komplicerede ekspeditionens program og det efterfølgende kapløb om at nå sydpolen først. Amundsens gruppe nåede Sydpolen 14. december 1911, og vendte trygt hjem. Scott og fire ledsagere, herunder Wilson, nåede Sydpolen den 17. januar 1912, men alle fem omkom på hjemrejsen.